# Walter Brewster House

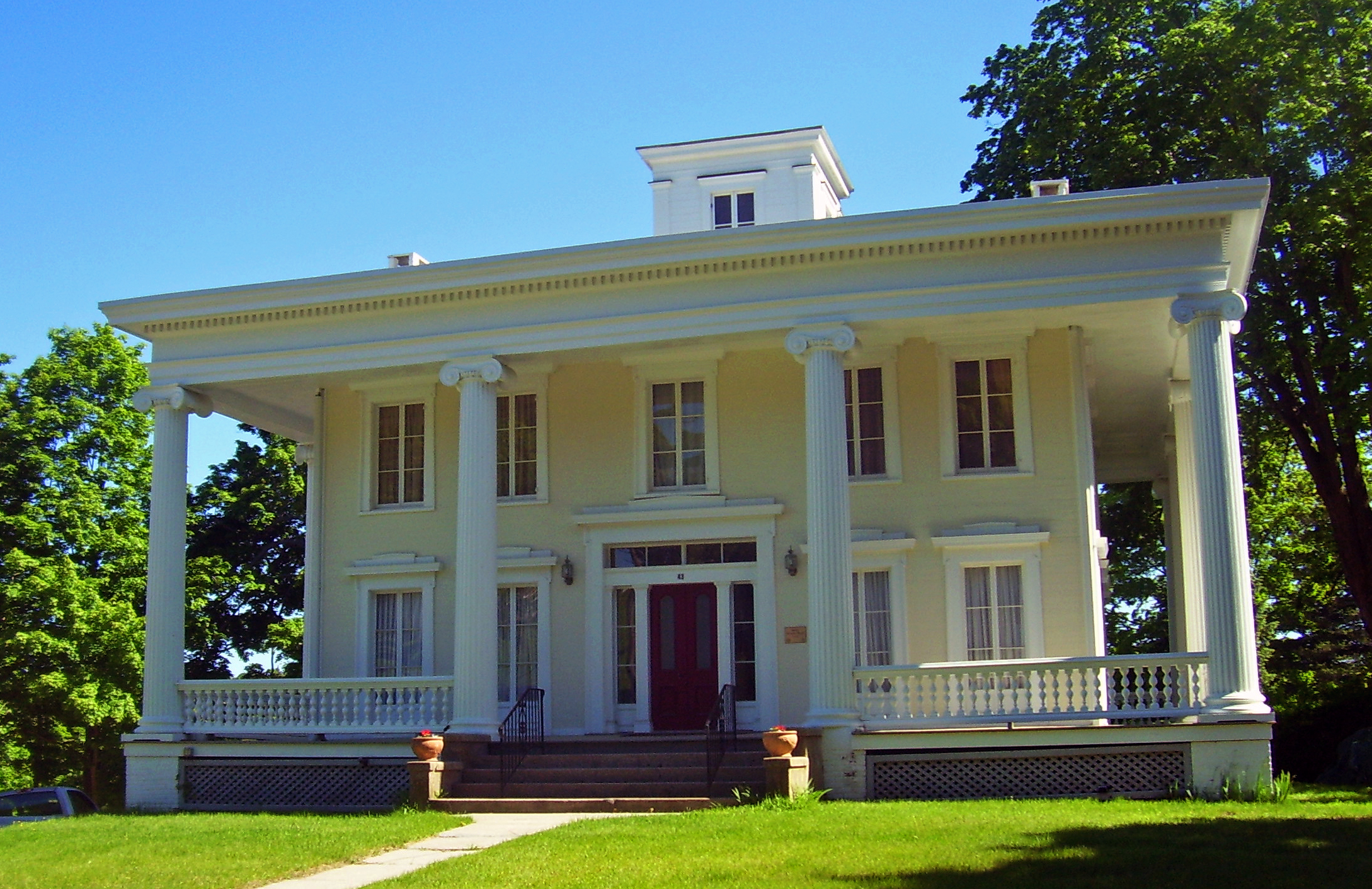
Vorderansicht des Hauses (2008)

Das Walter Brewster House ist ein etwa um 1850 erbautes Wohnhaus an der Oak Street in Brewster, New York. Es wurde im Architekturstil Greek Revival durch Walter Brewster gebaut, der die Ortschaft auch gründete.
1980 wurde das Haus in das National Register of Historic Places aufgenommen. Es gehört der Landmarks Preservation Society von Southeast und wird als Kulturzentrum genutzt.

## Gebäude
Die zweistöckige Konstruktion in Holzständerbauweise sitzt auf einem Backsteinsockel und liegt auf einem Hügel, der das Zentrum von Brewster überragt. Vier ionische Säulen unterstützen die Portika, die auf beiden Seiten ein Stück über das eigentliche Haus hinausragen. Es handelt sich um die einzige Anordnung dieser Art bei einem Haus des Greek Revival im Putnam County. Das Haus verfügt über ein gezähntes Gesims.
Im Erdgeschoss ist die ursprüngliche zentrale Halle, die im Greek Revival typisch ist, durch die Renovierungsversuche der vielen zwischenzeitlichen Eigentümer stark verändert worden. Es ist gegenwärtig ein großer offener Raum und die ursprüngliche Treppe wurde in die Nordostecke verlegt. Das obere Stockwerk ist mehr intakt geblieben; hier sind einige der früheren Ornamente erhalten und die ursprünglichen Kaminsimse sind noch in jedem Raum vorhanden.

## Geschichte
Brewster, ein Abkömmling von William Brewster, kaufte in der Mitte des 19. Jahrhunderts zusammen mit seinem Bruder eine Farm und siedelte hier. Die Harlem Valley Railroad wurde von New York City heraufgelegt und Brewster baute einen Bahnhof, der heute von der Metro-North Railroad bedient wird. Außerdem legte er die Main Street an und war an der Gründung des ersten Hotels im Ort beteiligt.
Nach zahlreichen Besitzerwechseln gelangte das Haus in den 1970er Jahren in den Besitz der Landmarks Preservation Society der Stadt Southeast, zu der Brewster gehört. Die Gesellschaft renovierte es und nutzt es als Kulturzentrum, in dem Konzerte und andere Veranstaltungen stattfinden.